# Boulengeromyrus knoepffleri
Boulengeromyrus knoepffleri är en fiskart som beskrevs av Louis Taverne och Géry, 1968. Boulengeromyrus knoepffleri ingår i släktet Boulengeromyrus och familjen Mormyridae. IUCN kategoriserar arten globalt som livskraftig. Inga underarter finns listade.